# Nortelândia
Nortelândia is een gemeente in de Braziliaanse deelstaat Mato Grosso. De gemeente telt 6.272 inwoners (schatting 2009).